# Provinz Ogliastra

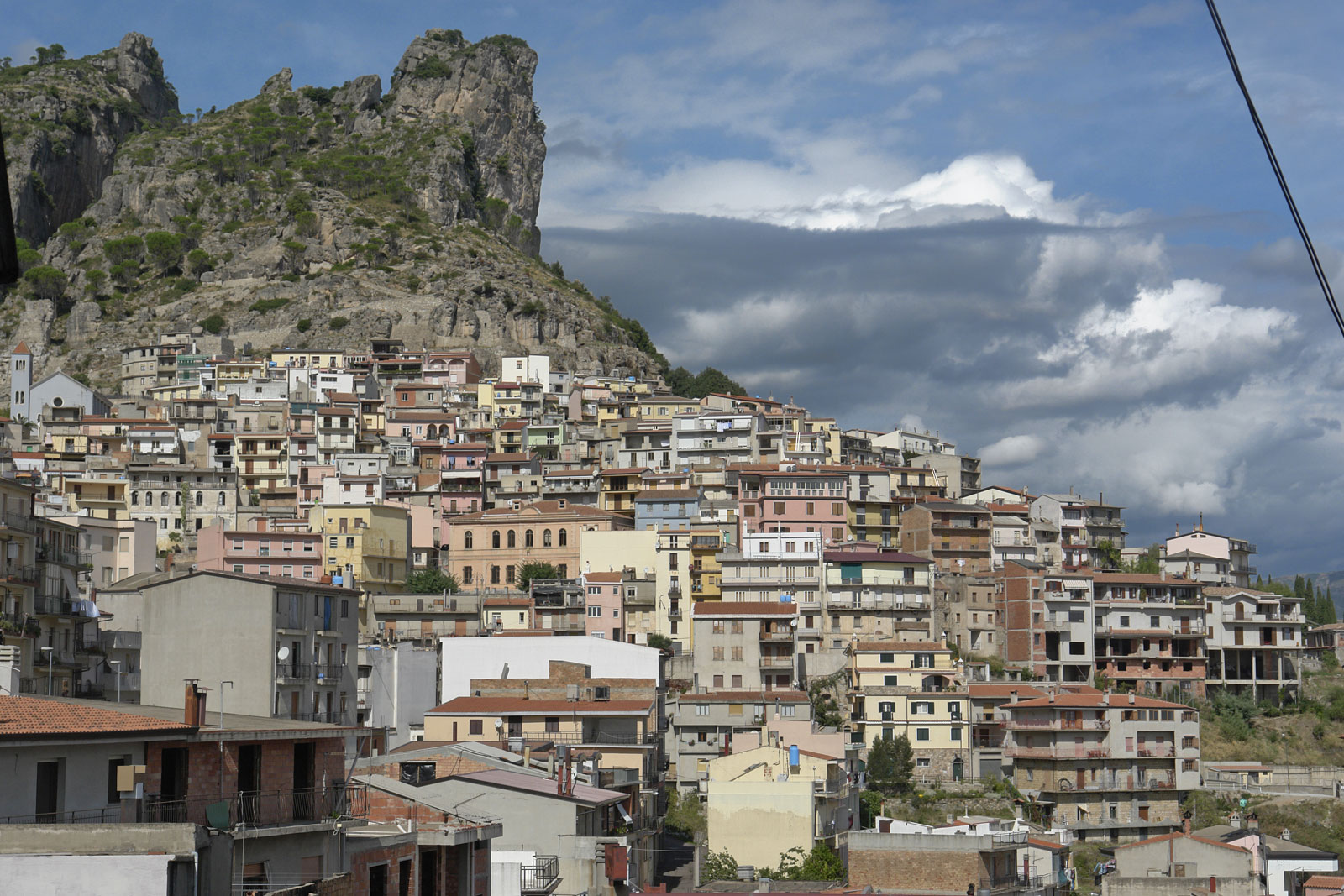
Ulassai

Die Provinz Ogliastra (italienisch Provincia dell’Ogliastra) (OG) ist eine italienische Provinz in der Autonomen Region Sardinien. Die Hauptorte sind Lanusei und Tortolì im Osten Sardiniens.

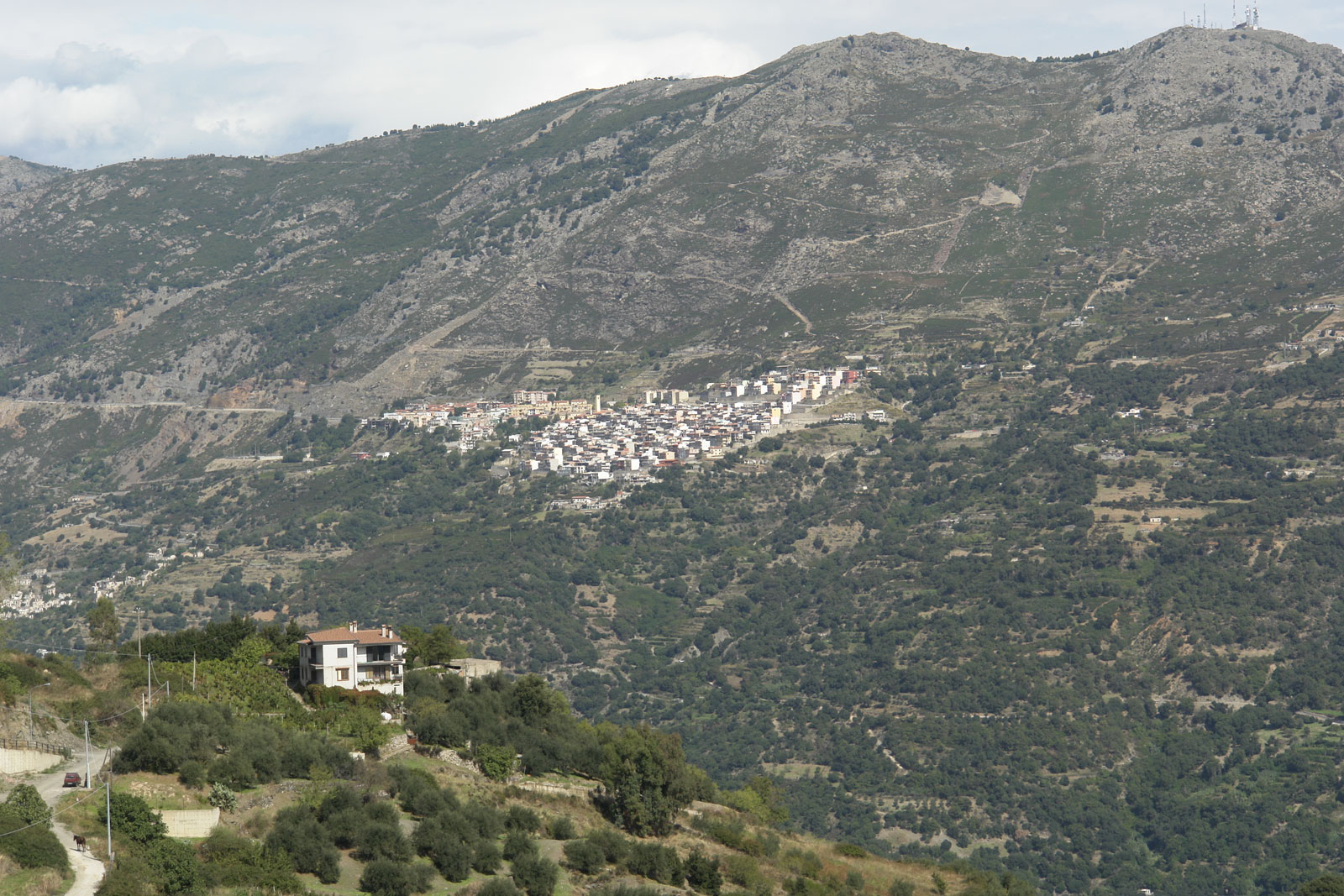
Gairo

Die Provinz hatte 57.699 Einwohner (Stand 31. Dezember 2013) auf einer Fläche von 1.854 km² (2013) in (vormals) 23 Gemeinden und ist damit die am dünnsten besiedelte Provinz Italiens.

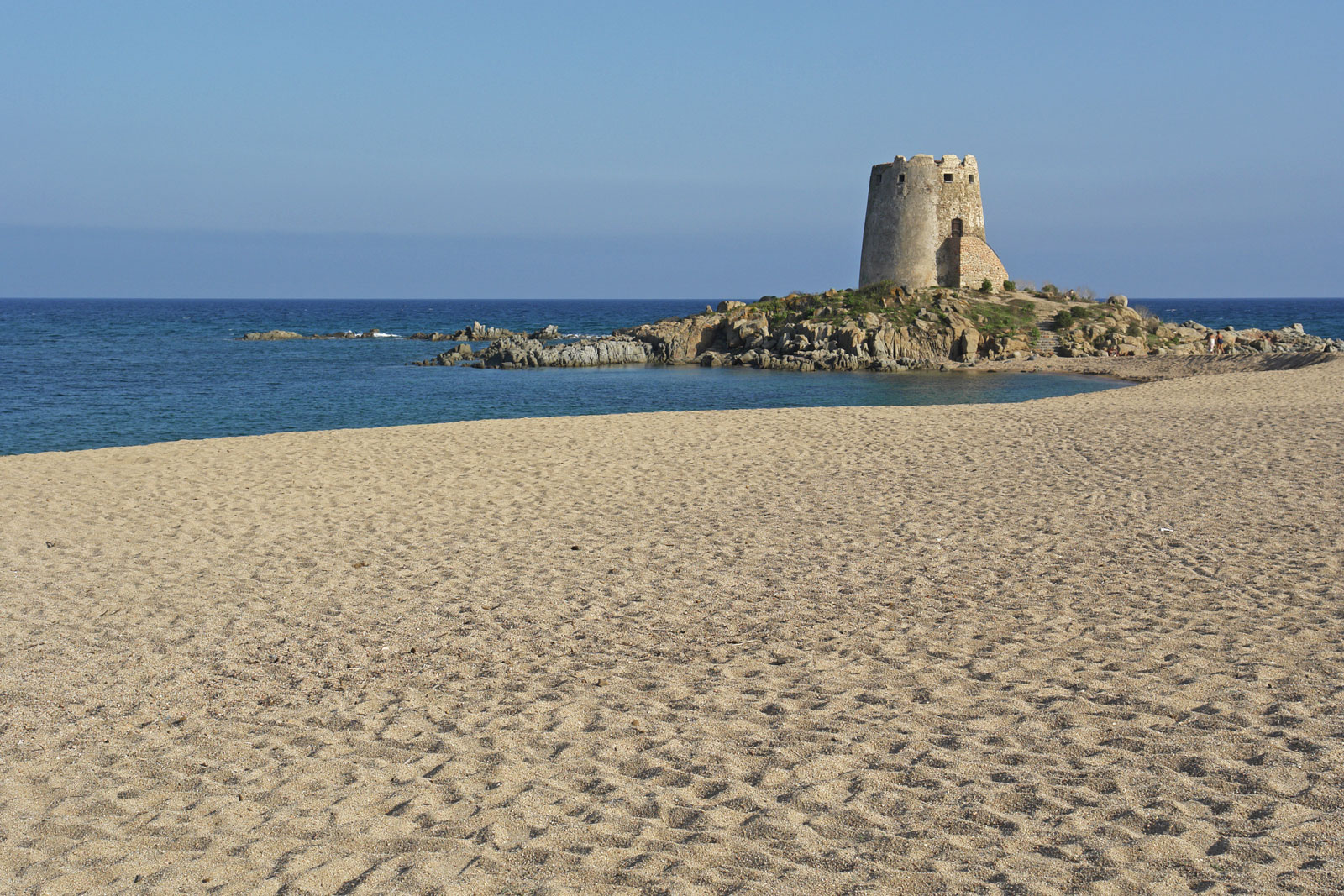
Torre di Bari (Bari Sardo), Strand und spanischer Turm

Die Provinz wurde 2001 kraft Gesetzes eingerichtet. Am 8. Mai 2005 wurden die Provinz de facto gegründet und der Provinzrat und der Provinzvorsteher gewählt. Im Zuge der Neugliederung der sardischen Gebietskörperschaften 2016 wurde Ogliastra zunächst in die Provinz Nuoro zurückgegliedert und damit aufgelöst, ehe sie 2021 kraft Gesetzes wiederhergestellt und damit ein zweites Mal eingerichtet wurde auf dem Gebiet von 22 Gemeinden (ohne die Gemeinde Seui, die nun zur Metropolitanstadt Cagliari gehört).

## Größte Gemeinden
(Stand: 30. Juni 2005)
| Gemeinde              | Einwohner |
| --------------------- | --------- |
| Tortolì               | 10.227    |
| Lanusei               | 5.789     |
| Bari Sardo            | 3.880     |
| Baunei                | 3.825     |
| Tertenia              | 3.706     |
| Villagrande Strisaili | 3.569     |
| Jerzu                 | 3.284     |

## Archäologie in Ogliastra
- Fort Doladorgiu
- Sa Perda Longa de Barisardo
- Nekropole von Lotzorai
- Domus de Janas vom Monte Arista

Es gibt zahlreiche Nuraghen ,darunter die Gigantengräber, bei denen es sich um Sammelgräber handelt :
- Gigantengrab von Osono
- Gigantengrab von Troculu
- Gigantengräber von S’Arena
- Parco Archeologico di Selene

Nuraghe komplexe :
- Nuraghe Serbissi
- S’Ortali ’e su Monti
- Nuraghe Ardasai

Tempel
- S’Arcu e is Forros